# Topfstedt
Topfstedt är en kommun i Kyffhäuserkreis i förbundslandet Thüringen i Tyskland.
Kommunen ingår i förvaltningsgemenskapen Greußen tillsammans med kommunerna Clingen, Niederbösa, Oberbösa, Trebra, Wasserthaleben och Westgreußen.